# Gerhard Jäger (Footballspieler)
Gerhard Jäger (* 26. Juni 1990) ist ein ehemaliger deutscher Footballspieler.

## Laufbahn
Jäger kam 2005 zu den Schwäbisch Hall Unicorns, 2007 weilte er in den Vereinigten Staaten und war dort Mitglied einer Football-Schulmannschaft im Bundesstaat Michigan. 2011 errang er mit den Hallern den ersten deutschen Meistertitel der Vereinsgeschichte, dem 2012 der zweite folgte. 2014, 2015 und 2016 stand der insbesondere als Cornerback eingesetzte, 1,75 Meter messende Jäger mit Schwäbisch Hall wiederum im Endspiel um die deutsche Meisterschaft, verlor aber jeweils gegen die Braunschweig Lions. 2017 und 2018 wurde er mit den „Einhörnern“ deutscher Meister sowie 2019 und 2021 erneut Vizemeister. Im Februar 2022 gab Jäger seinen Abschied als Spieler bekannt.
Mit der deutschen Nationalmannschaft gewann Jäger 2014 die Europameisterschaft.